# Тодор Мицев (офицер)
Тодор Константинов Мицев е български военен деец, полковник, командир на 3-та дружина от Седми пехотен преславски полк по време на Сръбско-българската война (1885), на 23-ти пехотен шипченски полк (1889 – 1890) и на 21-ви пехотен балкански полк (1890 – 1897).

## Биография
Тодор Мицев е роден през 1856 година във Враца. На 12 декември 1878 г. постъпва във Софийското военно училище, което завършва на 10 май 1879 и е произведен в чин прапоршчик. Служи в Врачанска №8 пеша дружина, след което в 7-и пехотен преславски полк. На 30 август 1882 е произведен в чин поручик, а на 30 август 1885 в чин капитан. На 14 септември 1885 г. капитан Мицев е назначен за командир на 3-та дружина от 7-и пехотен полк с която взема участие в Сръбско-българската война (1885).
При създаването на 23-ти пехотен шипченски полк през 1889 г. Тодор Мицев поема неговото командване, след което на 22 март 1890 г. е назначен за командир на 12-и пехотен балкански полк, на която служба е до 23 февруари 1897 година, като на 2 август 1891 е произведен в чин подполковник, а на 2 август 1895 в чин полковник. Служи във Военното министерство. Награден е с Княжески орден „Св. Александър“ IV степен. Уволнен е на 15 февруари 1900 г.

## Военни звания
- Прапоршчик (10 май 1879)
- Подпоручик (1 ноември 1879, преименуван)
- Поручик (30 август 1882)
- Капитан (30 август 1885)
- Майор (17 април 1887)
- Подполковник (2 август 1891)
- Полковник (2 август 1895)

## Награди
- Княжески орден „Св. Александър“ IV степен